# Гаджиев, Заур Абдулгалимович
Заур Абдулгалимович Гаджиев (13 июля 1986, Махачкала, Дагестанская АССР, РСФСР, СССР) —  российский спортсмен, специализируется по ушу, чемпион Европы по ушу-саньда, 4-х кратный чемпион России.

## Биография
Ушу-саньда начал заниматься в 2001 году. В 2006 году в итальянской коммуне Линьяно-Саббьядоро в весовой категории до 60 кг, выиграв стал чемпионом Европы. 24 февраля 2007 года в Оренбурге принимал участие в турнире по версии ушу-саньда между командами России и Беларуси, в котором одержал победу над Сергеем Ивановым. В 2007 году в составе сборной России принимал участие на чемпионате мира в Пекине.

## Спортивные достижения
- Чемпионат России по ушу 2002 — ;
- Чемпионат России по ушу 2004 — ;
- Чемпионат России по ушу 2006 — ;
- Чемпионат Европы по ушу 2006 — ;
- Чемпионат России по ушу 2007 — ;

## Личная жизнь
В 2004 году окончил среднюю школу № 24 в Махачкале.